# Monte Precipício

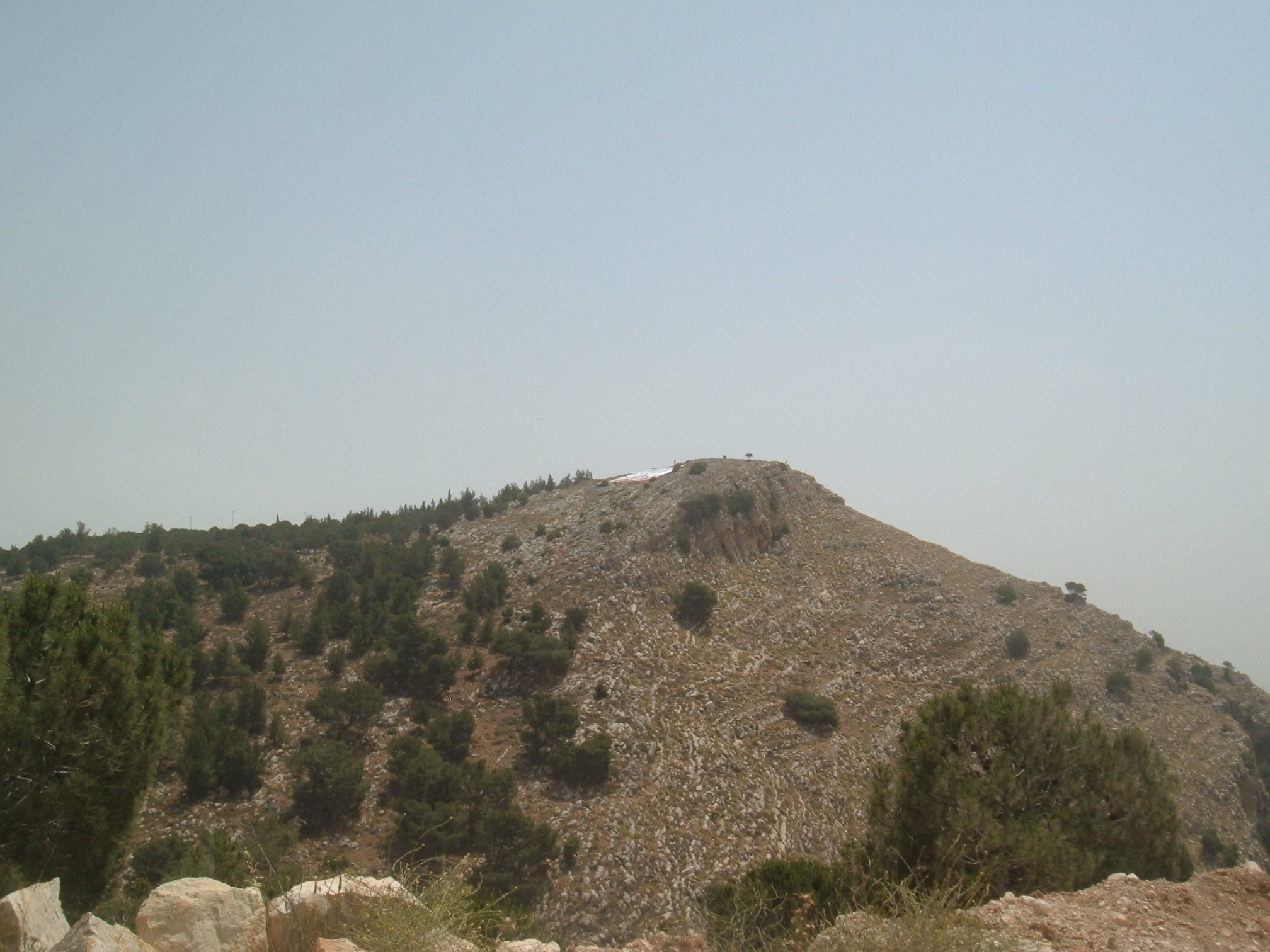
Monte precipício

Monte Precipício (em hebraico : הר הקפיצה , romaniz.:" Har HaKfitsa "; em árabe : جبل القفزة , romaniz.: "Jebel al-Qafzeh ", lit. "Monte do Salto"), é um morro perto de Nazaré onde Jesus desapareceu, fugindo os membros da sua sinagoga. Jesus teria sido levado pelos nazarenos enfurecidos e resgatados pelos anjos de Deus.
Logo ao sul de Nazaré, nas falésias do Monte Kedumim, encontra-se o Monte Precipício, o local tradicional do precipício do qual uma multidão enfurecida tentou jogar Jesus depois de sua proclamação ousada na sinagoga de Nazaré (Lucas 4:16-30).
O local oferece uma vista panorâmica da colcha de retalhos do Vale de Jezrael e do Monte Tabor, especialmente agradável ao nascer do sol.
As escavações do Monte Precipício encontraram a Caverna de Qafzeh, com evidências de assentamentos pré-históricos, incluindo 13 esqueletos da Idade da Pedra do período Neanderthal. Uma lenda local diz que a caverna se abriu para esconder Jesus da multidão enfurecida. Outra tradição diz que Jesus saltou do monte, caindo a 9 km de distância no Monte Tabor, daí o nome árabe para o monte, Jebel Qafzehwhich, que significa "monte do salto".